# 알스트롬
알스트롬(Ahlstrom Oyj)은 핀란드에 본사를 둔 제지회사다. 섬유기반펄프제품 전문업체로 본사는 헬싱키에 있다.

## 역사
- 1862년 - 뭉쇼 제지 공장을 설립
- 1851년 - 알스트롬을 설립
- 1921년 - 바르카우스에서 유럽 최대의 제지 생산 기계를 도입
- 1930년대 - 핀란드 최대의 산업 대기업을 부상
- 1963년 -  이탈리아 토리노와 가까운 마티에 있는 제지 공장의 지분을 인수
- 1982년 - 신문 용지 및 잡지 용지의 사업을 철수
- 2016년 - 양사 합병 계획을 발표
- 2017년 - 알스트롬뭉쇼를 양사합병으로 출범
- 2022년 - 현재의 사명변경

## 한국알스트롬

### 개요
한국알스트롬은 대한민국의 제지회사다.

### 역사
- 1987년 - 회사설립
- 1998년 - (주)신호페이퍼 소유주식(10.36%)전부 인수
- 2017년 - 한국알스트룸뭉쇼로 사명을 변경
- 2022년 - 현재의 사명변경

### 생산 품목
- 여과지

## 같이 보기
- UPM
- 스토라엔소
- 유가면